# مک‌ویل (داکوتای شمالی)
مک‌ویل(به انگلیسی: McVille) شهری در ایالت داکوتای شمالی کشور ایالات متحده آمریکا است که جمعیت آن در سرشماری سال ۲۰۱۰ میلادی، ۳۴۹ نفر بوده‌است.